# Скарятин, Александр Яковлевич
Александр Яковлевич Скарятин (1815—1884) — русский дипломат, гофмейстер двора; певец и композитор-любитель, коллекционер старинных нот.

## Биография
Родился 9 апреля 1815 года. Его отцом был один из участников заговора против императора Павла I Яков Фёдорович Скарятин (1780—1850). Получив прекрасное образование, он большую часть своей жизни провёл за границей. Произошло это и по причине его слабого здоровья (он не мог долго находиться в северном климате) и потому состоял на дипломатической службе. Был атташе русской миссии в Штутгарте, секретарем русского посольства в Риме и долгое время служил русским консулом в Неаполе.
На родине, где ему принадлежали село Рождественское (Ивановка тож, на речке Фошня) и деревня Ушакова (в современном Колпнянском районе — 2400 десятин), он бывал очень редко. Живя в Италии, он увлёкся музыкой европейского Возрождения и стал коллекционировать старинные ноты. Он, либо покупал подлинники, либо нанимал переписчиков для снятия со старых нот копий.
Камергер с 1863 года. Имел чин действительного статского советника (с 18.10.1864), был в должности гофмейстера двора (с 1869). Награждён российскими и иностранными орденами.

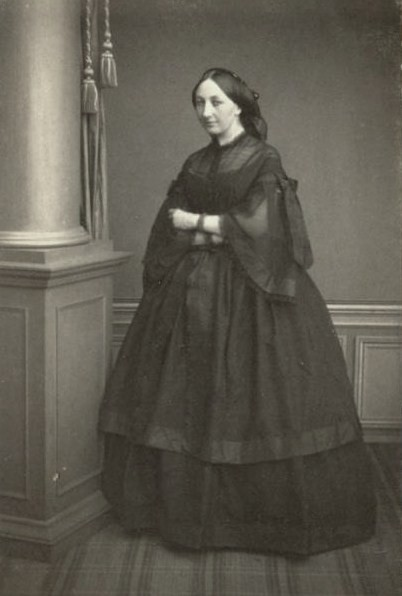
Елена Григорьевна

Умер 18 сентября 1884 года от воспаления легких в собственном доме в Москве, его супруга скончалась на следующей день в Давосе. Похоронен на кладбище Ново-Алексеевского монастыря.

## Семья
Жена (с 28 января 1852 года; Берлин) — графиня Елена Григорьевна Шувалова (07.12.1830—19.09.1884), внучка светлейшего князя А. В. Салтыкова и дочь графа Г. П. Шувалова. Родилась в Москве, но воспитывалась за границей. Вместе с братом под влиянием отца перешла в католичество, но после замужества вернулась в православие. Обладала литературным талантом, писала на французском языке комедии и водевили. Оставила мемуары, в которых рассказала о религиозных исканиях отца. Умерла от болезни сердца в Давосе, похоронена там же. Позже прах её был перевезен в Москву в Алексеевский монастырь. Дети:
- Софья (10.01.1853— ?), родилась в Риме, крестница А. П. Бутенёва и бабушки Н. Г. Скарятиной.
- Мария (22.05.1857— ?), родилась в Женеве, крестница В. Я. Скарятина и графини М. С. Шуваловой; фрейлина (19.02.1880), в замужестве Дембская, после смерти отца увезла в Россию его коллекцию, составлявшую 90 рукописных томов.